# NGC 5635
NGC 5635 est une vaste galaxie spirale située dans la constellation du Bouvier. Sa vitesse par rapport au fond diffus cosmologique est de 4 509 ± 15 km/s, ce qui correspond à une distance de Hubble de 66,51 ± 4,66 Mpc (∼217 millions d'al). NGC 5635 a été découverte par l'astronome germano-britannique William Herschel en 1784.

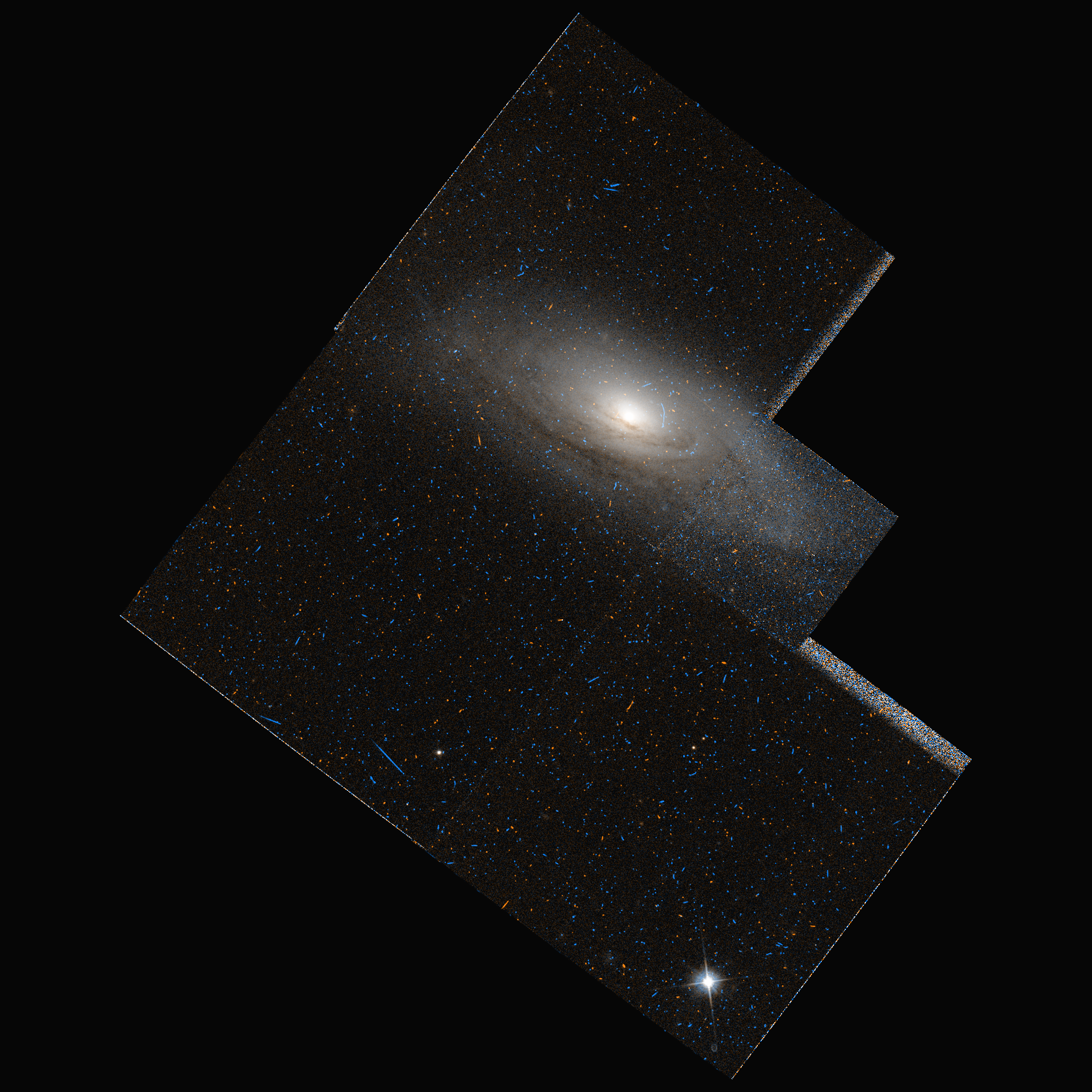
NGC 5635 par le télescope spatial Hubble.

NGC 5635 est II présente une large raie HI. C'est une radiogalaxie à spectre continu (Flat-Spectrum Radio Source) et aussi une galaxie LINER, c'est-à-dire une galaxie dont le noyau présente un spectre d'émission caractérisé par de larges raies d'atomes faiblement ionisés. De plus, c'est une galaxie active de type Seyfert 3.
À ce jour, quatre mesures non basées sur le décalage vers le rouge (redshift) donnent une distance de 79,000 ± 2,107 Mpc (∼258 millions d'al), ce qui est à l'extérieur des valeurs de la distance de Hubble. Notons que c'est avec la valeur moyenne des mesures indépendantes, lorsqu'elles existent, que la base de données NASA/IPAC calcule le diamètre d'une galaxie et qu'en conséquence le diamètre de NGC 5635 pourrait être d'environ 50,2 kpc (∼164 000 al) si on utilisait la distance de Hubble pour le calculer.

## Groupe de NGC 5653
Selon A. M. Garcia, NGC 5635 fait partie du groupe de NGC 5653. Ce groupe de galaxies compte au moins 15 membres. Les autres galaxies du groupe sont NGC 5629, NGC 5639, NGC 5641, NGC 5642, NGC 5653, NGC 5657, NGC 5659, NGC 5672, NGC 5709 (= NGC 5703), NGC 5735, IC 4397, UGC 9253, UGC 9268 et UGC 9302.